# Gossendorf
Gossendorf là một đô thị thuộc huyện Feldbach trong bang Steiermark, nước Áo. Đô thị Gossendorf có diện tích 9,35 km², dân số cuối năm 2005 là 310 người.